# Otto Lindblad

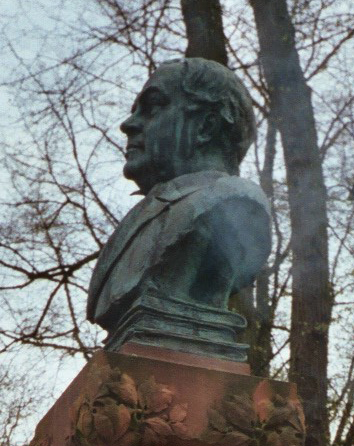
Büste von Otto Lindblad

Otto Lindblad (* 31. März 1809 in Karlstorp; † 26. Januar 1864 in Mellby) war ein schwedischer Komponist.

## Leben
Lindblad besuchte das Gymnasium in Växjö und studierte von 1829 bis 1836 in Lund. Von 1836 bis 1838 war er Violinist im Orchester einer Theatergruppe. Er ließ sich 1838 in Lund nieder, wo er den Chor der Universität gründete, der zu einem der führenden Chöre Schwedens wurde. Ab 1847 war er Organist in Mellby.
Er schuf mehr als einhundert Vokalwerke, darunter über sechzig Quartette, vierzehn Trios, drei Duette, mehr als dreißig Sololieder und fünf Chorwerke mit Solisten, sowie etliche Werke für Klavier. Von ihm stammt auch die schwedische Königshymne Ur svenska hjärtans djup en gång auf einen Text von Carl Vilhelm August Strandberg. Daneben verfasste er eine Autobiografie.